# Jiana Mare, Mehedinți
Jiana Mare este un sat în comuna Jiana din județul Mehedinți, Oltenia, România. Se află la 40 de km de Drobeta Turnu-Severin.